# Catedral de Santa María (Pattom)

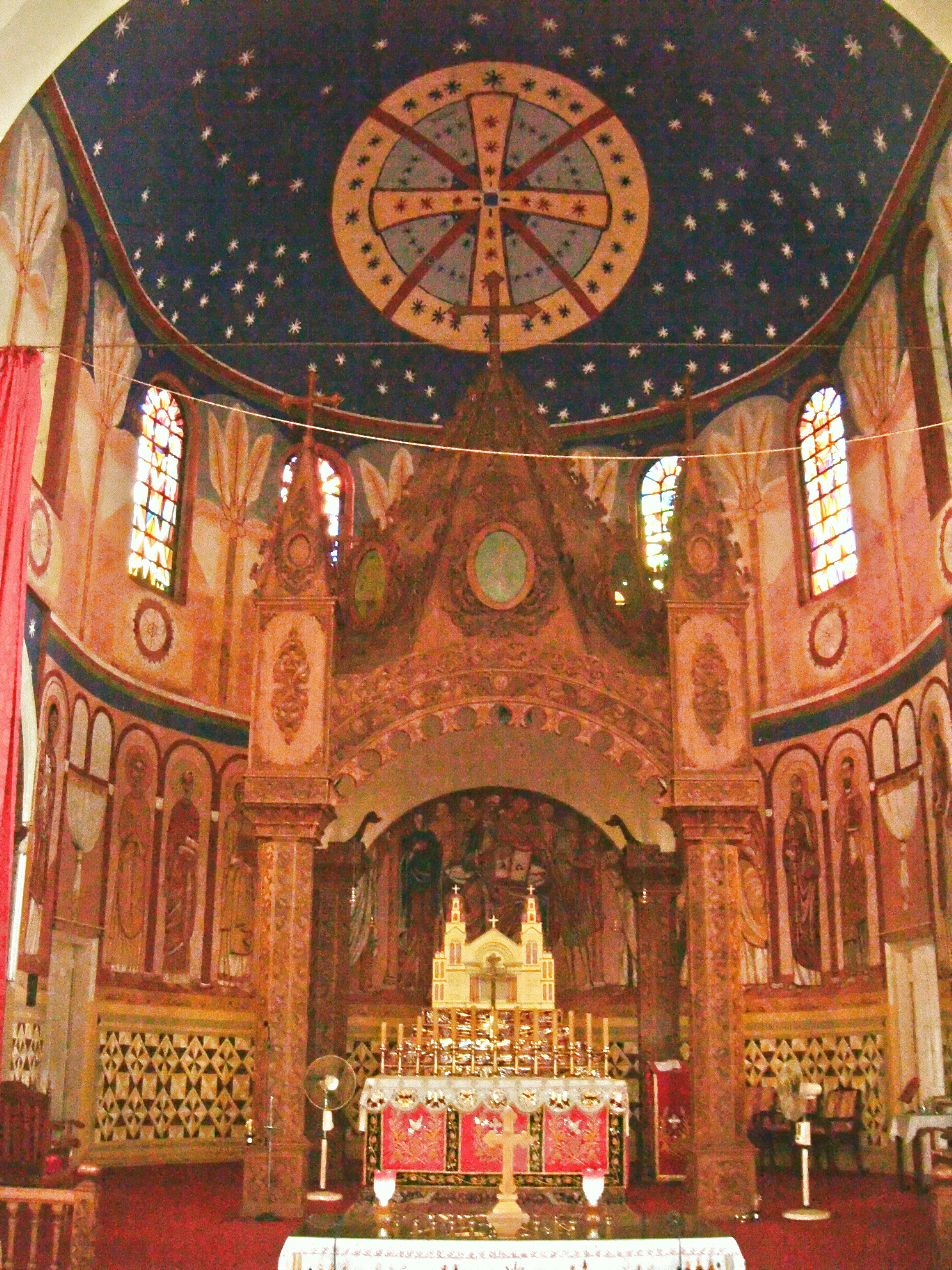
Vista interna

La catedral de Santa María o simplemente catedral de Pattom es el nombre de un templo católico en Pattom, Trivandrum un lugar central de la Iglesia católica siro-malankara. Es la sede del arzobispo mayor-catolicós de Trivandrum y de la archieparquía de Trivandrum. Las tumbas del siervo de Dios arzobispo Geevarghese Ivanios, el arzobispo Benedict Gregorios y del arzobispo mayor Cyril Baselios están allí.
La primera piedra de esta catedral fue puesta por el arzobispo Ivanios en 1950, y la Catedral fue consagrada por el arzobispo Benedict Gregorios el 22 de febrero de 1965.
El papa Juan Pablo II entonces máxima autoridad del catolicismo visitó la catedral el 8 de febrero de 1986.
La catedral fue renovada en 2008. La bendición de la catedral renovada se produjo el 8 de noviembre de 2008. Había 531 familias en la comunidad parroquial.